# Afro-American Latin
Afro-American Latin è un album di Mongo Santamaría, pubblicato dalla Columbia Records nel 2000.

## Tracce
1. Obatala – 9:52 (Mongo Santamaría) – Registrato il 4 marzo 1969 a New York
2. Mi reina guajira – 4:26 (Mongo Santamaria) – Registrato il 5 marzo 1969 a New York
3. Mambo Leah – 4:11 (Marty Sheller) – Registrato il 5 marzo 1969 a New York
4. Sheila – 3:59 (Mark Levine) – Registrato il 5 marzo 1969 a New York
5. Boogaloo Wow – 3:48 (Justi Barreto) – Registrato il 4 marzo 1969 a New York
6. Me and You Baby (Picao y tostao) – 5:00 (Mongo Santamaria) – Registrato il 5 marzo 1969 a New York
7. Naked if You Want To – 4:02 (William Allen) – Registrato il 5 marzo 1969 a New York
8. Mama papa tu – 3:38 (Norman Simmons) – Registrato il 4 marzo 1969 a New York
9. Afro American – 9:01 (William Allen) – Registrato il 4 marzo 1969 a New York
10. Naked If You Want To (Live) – 4:24 (William Allen) – Registrato il 25 ottobre 1968 al "Pep's Lounge" di Philadelphia (PA)
11. Afro American (Live) – 5:57 (William Allen) – Registrato il 25 ottobre 1968 al "Pep's Lounge" di Philadelphia (PA)
12. Mi reina guajira (live) – 4:52 (Mongo Santamaria) – Registrato il 25 ottobre 1968 al "Pep's Lounge" di Philadelphia (PA)
13. Philadelphia (Live) – 4:31 (Marty Sheller) – Registrato il 25 ottobre 1968 al "Pep's Lounge" di Philadelphia (PA)
14. Obatala (Live) – 7:42 (Mongo Santamaria) – Registrato il 25 ottobre 1968 al "Pep's Lounge" di Philadelphia (PA)

## Musicisti
- Mongo Santamaría - congas, bongos
- Sonny Fortune - sassofono alto, sassofono baritono
- Mario Rivera - sassofono tenore (brani: 2, 3, 4 & 7)
- Charles M. Owens - sassofono tenore
- Hadley Caliman - sassofono tenore (brani: 10, 11, 12, 13 & 14)
- Hubert Laws - sassofono tenore, flauto, flauto piccolo
- Lew Soloff - tromba
- Luis Gasca - tromba
- Ray Maldonado - tromba
- Ray Maldonado - voce (brani: 10, 11, 12, 13 & 14)
- Ronnie Marks - voce solista (brano: 6)
- Mark Levine - pianoforte
- Rodgers Grant - pianoforte
- William Allen - basso
- Victor Venegas - basso (brani: 10, 11, 12, 13 & 14)
- Steve Berrios - batteria, timbales
- Julito Collazo - percussioni, voce
- Osvaldo Martínez - percussioni, voce
- Marty Sheller - arrangiamenti